# Ute Kostrzewa
Ute Kostrzewa (n. 27 decembrie 1961, Eilenburg, Republica Democrată Germană, Germania) este o sportivă ce a reprezentat Germania, medaliată olimpică. A participat la o ediție a Jocurilor Olimpice (1980) în care a câștigat o medalie de argint.

## Participări
Lista de mai jos prezintă principalele competiții la care a participat Ute Kostrzewa de-a lungul carierei.
- volleyball at the 1980 Summer Olympics – women's tournament[*]